# Пивателли, Джино
Джино Пивателли (27 марта 1933 года, Сангинетто) — итальянский футболист, нападающий, тренер.

## Карьера
Пивателли начал карьеру в «Вероне», в составе которой в возрасте 17 лет дебютировал в Серии Б. Всего за веронцев Джино провел 3 сезона, сыграл 68 матчей и отличился 25 раз.
Летом 1953 года Пивателли переходит в «Болонью» и становится основным игроком группы атаки. За семь сезонов в «Болонье» Джино забил 105 мячей. В сезоне 1955/56 Пивателли отметился 29 голами в 30 матчах и выиграл спор бомбардиров.
В 27 лет Джино покинул «Болонью» и перешёл в «Наполи», но надолго там не задержался и после конца сезона присоединился к «Милану». В составе «россонери» Пивателли выиграл в 1962 году чемпионат Италии, а в 1963 и Кубок европейских чемпионов.

## Достижения
Милан:
- Чемпионат Италии (1): 1961/62
- Кубок европейских чемпионов 1962/1963

Личные
- Лучший бомбардир чемпионата Италии (1): 1955/56 (29 мячей)